# 中美洲火山弧

隱沒帶板塊活動

中美洲火山弧是中美洲的太平洋沿岸火山帶，包括危地馬拉、厄瓜多爾、洪都拉斯、尼加拉瓜和哥斯達黎加—巴拿馬交界，全長1,500公里，因加勒比板塊的西側的隱沒帶而形成。中美洲火山弧有數百個火山結構，包括大型複式火山、火山穹丘和火山渣錐，1902年聖地亞古多火山發生火山爆發指數6級的火山爆發。
中美洲的活火山有︰
- 哥斯達黎加︰阿雷納爾火山、圖里亞爾瓦火山、伊拉蘇火山、波阿斯火山
- 尼加拉瓜︰塞羅內格羅、聖克里斯托瓦爾火山、康塞普西翁火山
- 厄瓜多爾︰聖米格爾火山、聖安娜火山、伊萨尔科火山
- 危地馬拉︰聖地亞古多火山、帕卡亞火山、富埃戈火山